# Mistrzostwa Świata w Tenisie Stołowym 1934
8. Mistrzostwa świata w tenisie stołowym odbyły się w dniach 2-10 grudnia 1933 roku w Paryżu. Były zaliczane do kolejnego sezonu. Zawody zostały zdominowane przez reprezentantów Węgier, którzy zwyciężyli w większości konkurencji.

## Końcowa klasyfikacja medalowa
| Miejsce | Państwo        | Złoto | Srebro | Brąz | Razem |
| ------- | -------------- | ----- | ------ | ---- | ----- |
| 1       | Węgry          | 5     | 4      | 6    | 15    |
| 2       | III Rzesza     | 1     | 2      | 1    | 4     |
| 3       | Czechosłowacja | 1     | 1      | 3    | 5     |
| 4       | Austria        | 0     | 1      | 0    | 1     |
| 5       | Anglia         | 0     | 0      | 2    | 2     |

## Medaliści
| Konkurencja:               | Złoto:                            | Srebro:                        | Brąz:                                                      |
| gra pojedyncza kobiet      | Marie Kettnerová                  | Astrid Krebsbach               | Magda Gal Dora Emdin                                       |
| gra pojedyncza mężczyzn    | Viktor Barna                      | Laszlo Bellak                  | Tibor Hazi Miklós Szabados                                 |
| gra podwójna kobiet        | Mária Mednyánszky Anna Sipos      | Anita Felguth Astrid Krebsbach | Marie Smidova Marie Kettnerová Hilde Bussmann Magda Gal    |
| gra podwójna mężczyzn      | Viktor Barna Miklós Szabados      | Sándor Glancz Tibor Hazi       | Istvan Boros Bela Nyitrai Miloslav Hamr Kohn               |
| gra mieszana               | Miklós Szabados Mária Mednyánszky | Viktor Barna Anna Sipos        | Stanislav Kolář Marie Smidova Laszlo Bellak Kathleen Berry |
| konkurs drużynowy mężczyzn | Węgry                             | Czechosłowacja · Austria       |                                                            |
| konkurs drużynowy kobiet   | III Rzesza                        | Węgry                          | Czechosłowacja                                             |